# Amphiroa itonoi
Amphiroa itonoi Srimanobhas & Masaki, 1987  é o nome botânico  de uma espécie de algas vermelhas pluricelulares do gênero Amphiroa.
- São algas marinhas encontradas no Japão e Coreia.

## Sinonímia
Não apresenta sinônimos.